# Gniewosz z Dalewic (zm. ok. 1445)
Gniewosz z Dalewic (zm. ok. 1445) – polski rycerz herbu Strzegomia, dowódca chorągwi zaciężnych ze Śląska, Czech i Moraw w bitwie pod Grunwaldem.
Był synem Gniewosza herbu Strzegomia, rycerza robiącego karierę przy Władysławie Opolczyku, a później  na dworze Jagiełły, z przekazów Długosza znanego  jako oszczerca królowej Jadwigi, i Joanny (Anny).
Przed 1406 r. ożenił się z Elżbietą Warszówną, bogatą dziedziczką znajdującą się pod opieką stryja, z którego domu Gniewosz  ją porwał.  Przed tym rokiem był prawdopodobnie kasztelanem sandomierskim, chociaż możliwe, że mylony jest tu z ojcem, o którym również mówi się, iż pod koniec życia zawiadywał grodem sandomierskim.  W 1408 r. występuje jako podkomorzy dworski, a jeszcze przed rozpoczęciem działań zbrojnych podczas wojny z zakonem (1410)  został podstolim krakowskim.
W czasie przygotowań do wyprawy wojsk polskich na państwo krzyżackie dokonywał zaciągu na Śląsku i w Czechach i w bitwie pod Grunwaldem dowodził chorągwią zaciężnych Czechów, Morawian i Ślązaków.  Znakiem chorągwi był herb rodu Gniewosza – Strzegomia (Kościesza), stąd pojawiają się informacje, że była to rodowa chorągiew małopolskich Strzegomitów.  Według Długosza: Służyli w niej tylko najemni rycerze, nie z Polski, ale zaciągnięci przez wspomnianego podstolego Gniewosza spośród Czechów, Morawian i Ślązaków.   Stefan M. Kuczyński w Wielkiej wojnie z Zakonem Krzyżackim twierdzi, że chorągiew Gniewosza miała mieszany skład narodowy i byli w niej również Polacy. Gniewosz brał też udział w dalszej części kampanii m.in. w bitwie pod Koronowem, po której wyróżniony został przez Długosza wymienieniem pośród najbardziej zasłużonych w bitwie z powodu ich heroicznego męstwa i dzielnych czynów, żeby u obecnych ludzi i u potomnych oraz w sercach wszystkich, którzy będą czytać te nasze słowa, zostawić dla nich wszystkich i dla każdego z nich rozgłos, sławę,  szczególne wyróżnienie i nie gasnącą nigdy chwałę. Walczył później w zgrupowaniu Piotra Szafrańca pod Tucholą, po czym został wysłany do króla przebywającego w Inowrocławiu z informacją o zwycięstwie, ale jednocześnie o problemach z utrzymaniem wojska, które zamierza się wycofać z powodu zimowej pory i łupów zagrabionych w obozie wrogów.
Po wielkiej wojnie Gniewosz  pozostawał w służbie królewskiej. Uczestniczył w królewskich objazdach po państwie. W 1413 r. dokonał podziału z bratem odziedziczonego Ćmielowa. W 1414 r. sprzedał królowi za 1200 grzywien srebra rodowe Dalewice wraz z prawem patronatu nad miejscowym kościołem (kaplicą), które Jagiełło przekazał na uposażenie księży katedry wawelskiej.
W latach 20. XV wieku aktywność publiczna Gniewosza zanikła. Podstolstwo krakowskie objął po nim na krótko brat  Dziersław.  Gniewosz pojawia się w dokumentach tylko w związku z transakcjami gospodarczymi i kłopotami rodzinnymi. W 1424 r. sprzedał dom w Krakowie (w którym ojciec gościł Wilhelma, narzeczonego królowej Jadwigi) konwentowi benedyktynów z Tyńca, a w 1428 r. pojawił się w związku z transakcją sprzedaży części Płaszowa i Sidziny. W 1431 r. procesował się z synami swojego zarządcy, którego oskarżał o zagarnięcie pieniędzy.
Możliwe, że kariera Gniewosza załamała się ze względów zdrowotnych. Żona Elżbieta wystąpiła o nieważność  małżeństwa, zarzucając, że Gniewosz boskim zrządzeniem wpadł  w szaleństwo. Oskarżała go, że dusił ją w łożu.  Twierdziła, że jest groźny dla siebie i otoczenia. Podczas ataków choroby miał godzić brzytwą i nożycami w swoje gardło i trzeba było mu je siłą odbierać. Trzeba go było wiązać aż do uspokojenia.  Małżeństwo zostało uznane za nieważne, a Elżbieta wyszła później za Jana Gniewosza z Oleksowa. Gniewosz zmarł prawdopodobnie około 1445 roku.
Ojciec i syn Gniewoszowie są nieraz myleni, również w publikacjach o charakterze naukowym, w publikacjach lokalnych i internetowych są nieraz identyfikowani jako jedna osoba.